# ネチルバン・バルザニ
ネチルバン・バルザニ（Nechirvan Barzani、アラビア語：نيجرفان بارزاني、クルド語（ソーラーニー）：نێچیرڤان بارزانی、クルド語（クルマンジー）：Nêçîrvan Barzanî；1966年9月21日-）はイラクのクルド人政治家。クルディスタン自治区の第二代大統領（在任：2019年6月-現在）。2010年にクルディスタン民主党の副党首に指名を受けた。2007年の3月から2009年の8月まで、そして2012年の3月から2019年の5月まで同自治区の首相を務めた。アルビールのクルディスタン・ヘウレール大学を創設した事でも知られる。

## 略歴
1966年に南クルディスタン（イラク）、バルザンの村に生まれる。名前はクルド語で「狩人」を意味する語、氏は出生地の地名に由来する。クルディスタン民主党の創設者のムスタファ・バルザニの孫、また初代クルディスタン自治区大統領マスード・バルザニの甥にあたる。
1974年にイランに亡命し、テヘラン大学で政治学と国際関係論を修めた。また、2008年にはペンシルベニア州のワシントン・アンド・ジェファーソン大学より名誉公共政策学博士号を授与されている。
1989年のクルディスタン民主党第10回党大会で初めて中央委員に選出され、1993年の第11回大会にて再任し、政治局における立ち位置を確立した。また1991年に勃発した湾岸戦争以後、イラク政府との交渉に参加した。1996年に、クルディスタン自治区の副首相に任命された。

### 第一次バルザニ内閣（2006年-2009年）
2006年3月に第五代内閣を組閣し、これがクルディスタン自治区において初めて成立したクルディスタン民主党とクルディスタン愛国同盟の統一内閣になった。2009年の8月に首相職から退き、バルハム・サリーフにこの地位を譲った。

### 第二次バルザニ内閣（2012年-2019年）
2012年3月に首相職に再任され、第七代内閣となる第二次バルザニ内閣を組閣した。
2014年のISISの出現は、防衛上の課題に加え、200万人近くの難民が同自治区に来るなど大きな影響をもたらした。また、また、国際原油価格の下落とイラクによる地域予算の不履行により、地域は深刻な経済危機に陥った。
こうした状況下において、バルザニ内閣は外交手段を用いて中央政府との関係再構築に努め、同自治区への予算分配を再開させた。
また、在任中の2010年にクルディスタン・ヘウレール大学を創設し、2019年まで同大学の総長を務めた。

### ネチルバン・バルザニ政権（2019年-現在）
2019年の5月28日に68/81議席の代議員からの得票を得て、クルディスタン自治区大統領に選任され、同年6月より在任している。就任演説ではクルディスタンの民主主義の価値を強化し、教育・医療・産業セクターの養成のために政府の政治的・社会的・経済的政策を発展させることが自身の責務であると述べた。